# 李象元
李 象元（リ・サンウォン、朝鮮語: 리상원、1951年 - ）は、朝鮮民主主義人民共和国の政治家。朝鮮労働党中央委員会検閲委員会委員長、朝鮮労働党中央委員会委員、両江道党委員会委員長、開城市党委員会責任書記などを歴任した。

## 経歴
1951年に生まれた。出生地は不明。2004年に平壌直轄市（現：黄海北道）中和郡の党委員会責任書記に任命され、2006年に国土環境保護省党書記を経て、2007年に開城市党委員会責任書記に転じた。2013年11月に両江道党委員会責任書記に任命され、2014年3月に最高人民会議第13期代議員に選出された
。2016年5月9日に開催された朝鮮労働党第7次大会で朝鮮労働党中央委員会委員に選出され、2019年12月28日に開催された朝鮮労働党中央委員会第7期第5回総会で、朝鮮労働党中央委員会検閲委員会委員長に選出された。この背景には、道党委員長として高齢になったことから、中央のポストである検閲委員会委員長に選出されたという。
2021年1月5日から開催された朝鮮労働党第8次大会で大会執行部に選ばれたが、党中央委員会検閲委員会が廃止されたため同委員会委員長から退任し、党中央委員からも脱落した。